# Bryn Celli Ddu
Bryn Celli Ddu phát âm tiếng Wales: [brʌn keːɬi ði] là một địa danh thời tiền sử trên đảo Anglesey của xứ Wales nằm gần Llanddaniel Fab. Tên của nó có nghĩa là 'gò đất trong khu rừng tối'. Nó được khai quật khảo cổ từ năm 1928 đến 1929. Du khách có thể vào trong gò qua một lối đi bằng đá đến phòng chôn cất, và nó là trung tâm của Đài tưởng niệm theo lịch trình thời kỳ đồ đá mới trong sự chăm sóc của Cadw. Sự hiện diện của một cây cột bí ẩn trong phòng chôn cất, bản sao của 'Đá hoa văn', được chạm khắc với các thiết kế hình sin ngoằn ngoèo, và thực tế rằng địa điểm này từng là một cuộc báo thù với một vòng tròn bằng đá, và có thể đã được sử dụng để vẽ ngày của ngày hạ chí đã thu hút nhiều sự quan tâm.

## Di tích
Bryn Celli Ddu thường được coi là một trong những hầm mộ tốt nhất ở xứ Wales. Không giống như nhiều hầm mộ đá khác, nó không chỉ có một hầm và buồng chôn cất, mà còn được chôn dưới một gò đất hoặc hang ổ, mặc dù điều này đã được tái lập sau cuộc khai quật của nó vào năm 1929. Hiện tại, hầm mộ này dài 8,4 m (28 ft), đoạn đầu tiên dài 3,4 m (11 ft) không được bảo vệ bằng một cặp bệ đá. Hầm mộ chính chạy giữa những bức tường đá thẳng đứng được lợp bởi một loạt các lanh tô đá. Các gò, nhỏ hơn đáng kể so với kích thước gốc, không còn hoàn toàn bao quanh buồng chôn cất, vì vậy bức tường phía sau mở ra không khí, cho phép một số ánh sáng tự nhiên lọt vào.
Đứng tự do bên trong phòng chôn cất là một trụ cột trơn tru của đá phiến lam, một loại đá biến chất, cao khoảng 2 m (6,6 ft), với hình dáng rất tròn. 